# Ностальгия (альбом)
«Ностальгия» — третий музыкальный альбом российской группы Хадн дадн, вышедший 6 февраля 2020 года.

## История
Изначально Хадн дадн хотели выпустить трёхпесенный EP «Ностальгия», но затем появилось больше материала, и было решено записать целый альбом. Процесс аранжировки и записи шёл в самодельной студии в деревне. В отличие от предыдущего релиза группы, «Ляоакын», на котором были записаны уже давно придуманные песни, на «Ностальгию» попали преимущественно более свежие композиции, по словам солистки Варвары Краминовой, «отражающие <…> текущее мироощущение».
Это третий наш альбом, и, в отличие от всех предыдущих, первый, который мы сделали по-настоящему группой вместе. «Тайный альбом» я делала в Ableton, а Никитос добавлял барабаны и финализировал сведение. В «Ляоакыне» Никитос сделал основную часть аранжировок, в которые я потом добавляла вокал, а Сережа сводил. «Ностальгию» мы сначала захотели записать просто лайвом — сочинили партии, записали, а потом начали переделывать-переделывать…Варвара Краминова
Альбом должен был выйти осенью 2019 года, но процесс записи затянулся — музыканты считали звук слишком «грубым» и долго перерабатывали аранжировки. От первоначальной идеи записать релиз, на котором звучали бы только живые инструменты, впоследствии отказались. Альбом вышел 6 февраля, в день релиза «Афиша Daily» и The Village опубликовали интервью с музыкантами, посвящённые выходу альбома.
28 февраля вышел клип на песню «Звёзды на плечах», отсылающий к полицейскому насилию. 6 марта Хадн дадн дали большой концерт в клубе Aglomerat, на котором исполняли все композиции с «Ностальгии», а также некоторые более ранние песни. В концерте также участвовали BollywoodFM и Маргарита Меджович из группы Сад имени Фёдора. 10 марта группа выступила с песней «Храмомама» в телепрограмме «Вечерний Ургант».

## Музыка и лирика
Павел Яблонский из «The Village» назвал альбом «светлым, но и тревожным; ностальгическим, но в духе времени». Сергей Мудрик из «Афиши Daily» посчитал, что на «Ностальгии» группа «звучит печальнее и сосредоточеннее, чем раньше», и что альбом представляет собой «цельное путешествие в душевные глубины, к истокам русской тоски, где психодел-поп о происходящем на наших глазах звучит с атмосферностью народных сказок». Также он отметил «ощущение большей живости звучания, чем на прошлых релизах». Павел Прокофьев из «По фактам» отметил самобытность группы и заявил, что альбом — «в первую очередь, ужасающая в своих подробностях русская тоска, будимая живущим в нашем бессознательном неочевидными тригерами. А уже потом мешанина из всего что попало — от фольклора до витч-хауса».
В сравнении с предыдущими альбомами на «Ностальгии» группа использует больше живых инструментов. Это первый альбом Хадн дадн, в котором есть живые барабаны. Никита Чернат отметил, что в звучании ударных вдохновлялся звуком коллективов Hella и Tame Impala.
Мой лирический герой заметно вырос. <...> Он стал более зрелым, серьёзным, драматическим, у него появились какие-то ностальгические переживания. Он стал более погружен… стал героем страны. Конечно, это все ещё очень московский человек, однако видно, как на нем сказывается общая обстановка в стране, во времени. Он — наш современник.Варвара Краминова
В «Ностальгии», как и в прошлых альбомах Хадн дадн, песни часто строятся вокруг обыденных деталей быта. Александр Горбачёв посчитал, что в альбоме «утешение и чувство находятся в частностях — в гиперлокальности, частной человечности и [местной] мифологии».
Открывающую композицию «Храмомама» Краминова назвала «ностальгическою и светлой вещью про поездку в маршрутке по своему старому району». Другие песни посвящены историям людей: так, «Девочка-асфальт» рассказывает о секс-работнице, а «Скейтер» — об алкоголике, который вспоминает бурную молодость. «Скейтер» Краминова охарактеризовала как «хтоническую хип-хоп композицию». Припев песни, по словам музыкантов, вдохновлён треком «Не было» Дельфина. Песня «Звёзды на плечах» описывает страх человека перед встречей с полицейским, а видеоклип к этой композиции отсылается к полицейскому насилию.

## Отзывы критиков
«Ностальгия» получила чрезвычайно положительные отзывы критиков. Павел Прокофьев из «По фактам» назвал «Ностальгию» лучшим альбомом группы, посчитал альбом «одной из самых интересно звучащих работ на поверхности отечественного поп-андеграунда» и поставил ему оценку 10 из 10. Марина Погосян из «Lenta.Ru» отметила «диаметральность простой формы и наполняющих её безрадостных смыслов». Сергей Мезенов из Colta дал положительную рецензию, но посетовал на однообразие материала: «когда у тебя одиннадцать сияющих пронзительных гимнов подряд, выполненных более-менее в одинаковой интонации, примерно к середине альбома перестаешь их различать».
«По фактам» включили альбом в список лучших русских альбомов первой четверти 2020 года и назвали его «возможно, главным альбомом года на русском языке». Несколько изданий включили «Ностальгию» в списки лучших русскоязычных альбомов года: «По Фактам» и «Афиша Daily» поставили альбом на 3 место, The-Flow — на 41-е, GQ Россия и The Village включили его в списки без ранжирования.

## Список композиций
| №                   | Название                                      | Автор(ы)                         | Длительность |
| ------------------- | --------------------------------------------- | -------------------------------- | ------------ |
| 1.                  | «Храмомама»                                   | Варвара Краминова, Никита Чернат | 4:51         |
| 2.                  | «Девочка-асфальт»                             | Краминова                        | 3:53         |
| 3.                  | «Белорусская»                                 | Краминова                        | 4:16         |
| 4.                  | «Звёзды на плечах»                            | Краминова, Чернат                | 3:06         |
| 5.                  | «Ночной ларёк» (при участии Сад имени Фёдора) | Краминова, Маргарита Меджович    | 4:11         |
| 6.                  | «Скейтер»                                     | Краминова, Чернат                | 5:09         |
| 7.                  | «Под холодным осенним дождём»                 | Краминова, Антон Моисеенко       | 4:24         |
| 8.                  | «Трамвай»                                     | Краминова                        | 4:46         |
| 9.                  | «Как целовались с тобой»                      | Краминова                        | 4:29         |
| 10.                 | «Карина»                                      | Краминова                        | 5:13         |
| 11.                 | «Долог день»                                  | Краминова                        | 3:48         |
| Общая длительность: | Общая длительность:                           | Общая длительность:              | 48:06        |